# Part sense dolor
|  | Per a altres significats, vegeu «PSD». |

El part sense dolor (PSD), igualment cridat mètode Lamaze, és un aplec de tècniques que apunten a suprimir l'angoixa i les dolors del part per una preparació durant el prenyat i la utilització de tècniques complementàries durant el part, i amb la creació d'una relació de confiança i de col·laboració entre l'equip mèdic i la mare. Aquestes tècniques han estat desenvolupades principalment al Regne Unit i a URSS a mitjan segle XX.

## Situació anterior
Diferents preparacions s'utilitzaven de manera certa al final de l'Edat mitjana i als Temps moderns (entre el 1500 i la Revolució francesa) per a atenuar o suprimir la dolor, inclosa aquella del part : narcòtics i sedants diversos, alcohol per als metges, plantes preparades sota forma d'infusions o de decoccions per a les madrines.
Tractaments medicamentosos que visen a la reducció de les dolors aparegueren al començament del segle XIX: protòxid de nitrogen, èter, cloroform utilitzats, no sense accidents : s'avalua a prop de 25,000
el nombre de morts lligades a l'anestèsia durant el part, entre 1846 i 1946 al Reialme Unit. A França, Louis Funck-Brentano tempta a mig s. XX de posar a punt un tractament químic de la dolor durant el part. La toxicitat dels productes anestèsics per al fetus s'evoca molt rarament, encara que hi hagi excepcions

## Diferents tècniques
Les tècniques de part sense dolor descansen en gran part sobre el psiquisme, les dolors venint en part de les temors del part.
Al la fi del  XVIII a França, el magnetisme és utilitzat a aquest objectiu. L'Acadèmia de medicina en debat tot al llarg del segle següent, sense concloure a la seva utilitat. Però, com la hipnosi defensada per Charcot i Brown-Sequard, són gairebé completament abandonades a França. Freud, Nikolaiev i Velvoski, que han seguit els cursos de Charcot, utilitzen les seves tècniques.
Grantly Dick-Read, metge militar britànic de l'exèrcit de les Índies, comprova que les dones índies poden posar al món sense dolor, i reprendre de seguida després de les seves tasques acostumades. Acostant les seves observacions d'aquelles del parter Engelmann (El part en els pobles primitius) i del neurofisiòleg Sherrington, funda la seva tesi, l'any 1910, del part tal com l'ha volgut Déu, sense temor i sense dolor, que oposa al part medicamentós tal com s'ha estès als països anglosaxons al començament del segle XX.
A l'URSS, Nikolaiev i Velvosky, que utilitzen els treballs de Pavlov, posen realment a punt una mètode de part sense dolor, fundant-se en part sobre el condicionament mental.
La mètode soviètic, generalitzada a tota l'URSS l'any 1951, és difós al món, sota el nom de « psicoprofilàxia obstètrica » (PPO), amb els relleus que li ofereixen els partits comunistes
És el cas a França on Fernand Lamaze és al capdavant d'una delegació enviada pel PFC l'any 1951 a Leningrad per a observar els mètodes soviètics. Aquesta delegació comprèn Georges Heuyer (pedopsiquiatre), Benjamin Weill-Hallé (fundador de la puericultura), Marie-Andrée Lagroua Weill-Hallé; no són pas tots comunistes, però tots són eixits de la Resistència.
Fernand Lamaze, l'any 1952, i el seu equip milloren encara la tècnica soviètica, sobretot afegint la tècnica de la « respiració del gosset » (inventada pel cinesiterapeuta André Bourrel). Aquest aplec de tècniques, dita « part sense dolor » a França, és dita « tècnica Lamaze » a la resta del món (Lamaze training, método Lamaze, etc.)

## Fonament científic
El part sense dolor s’interpreta sovint com un aplec de reflexos condicionals, caricaturitzats pel “gosset” que respira, que evoca irònicament l'experimentació pavloviana. El treball de Pavlov no es va limitar a fer salivar els gossos, sinó que el va portar a una teorització de l'acció del llenguatge sobre el cervell. Qualificat com el "segon sistema de senyalització de la realitat", el llenguatge permet d'entendre tant l'acció negativa de les influències culturals que associen repetidament el part amb la dolor, amb el càstig, per no dir amb el perill de la mort (cf. el fatum bíblic del famós "Pariràs amb dolor, augmentaré els teus sofriments i les teves dolors" i els horribles parts descrits a L'adéu a les armes d'Hemingway o a Guerra i pau de Tolstoi i, al contrari, la possibilitat de descondicionar-se aprenent tècniques respiratòries, musculars i altres [Quines?] que contribueixen a millorar la fisiologia del part. La passivitat secular de la dona durant el part se substitueix, per tant, per una activitat conscient i eficaç. Un cop més, la contribució teòrica de Pavlov és decisiva. Va establir que l'activitat cerebral depèn del parell excitació-inhibició. Com més intensa sigui l'excitació, més forta és la inhibició, doncs, en les circumstàncies del part, es redueix la dolor i l'ansietat. Al llarg dels anys, altres elements (psicoanàlisi, dinàmica de grup, preparació psicològica de grans esportistes) han anat concretant un mètode essencialment pavlovià al començament, que posteriorment s’ha obert a l'entusiasme, l'orgull, i fins i tot, segons les paraules de les pròpies dones, el plaer.

## Les diferents tècniques i els seus efectes
- Mètode Bonapace: mètode de control de la dolor durant l'embaràs i el part, que associa activament el futur pare.

## Difusió
El Moviment francès per al Planning familiar (MFPF) sosté, sobretot pel seu col·legi dels metges del Planning familiar, el part sense dolor D'altres organitzacions, com el sindicat dels metal·lurgistes de la regió parisenca (que finança la Polyclinique dees Bleuets), la Unió de les dones franceses (UFF, eixida de la Resistència), sostenen igualment aquest mètode.
Els primers cursos són donats a França a la Polyclinique dees Bleuets, finançada per la Maison des Métallos. Louis Dalmas filma un part sense dolor l'any 1954. L'arribada d'aquestes tècniques accessibles a totes, que alliberen la dona de la dolor i del que semblava una fatalitat, és considerada com una revolució, encara avui. De més, els cursos de preparació donen a les dones un real coneixement del seu cos i dels processos que hi tenen lloc
L'èxit del mètode (la clínica avança la xifra de 70 % de parts indolors) és encoratjat per crèdits de la municipalitat de París. El Partit Comunista Francès (PFC) orquestra una mobilització de massa, seguida per una proposició de llei l'any 1953, votada l'any 1956 i efectiva l'any 1959, per la qual la Seguretat social cobreix el cost de les nou sessions de preparació al part. L'any 1966, la meitat de les parturients són considerades com a preparades a França ; la proporció és de tan sols 25 % l'any 1972, i resta entre 20 i 30 % fins al començament dels anys 1990.
El part sense dolor rep també un cert sosteniment del costat de la premsa femenina protestant, que s'allunya de la visió d'una dona que necessàriament s'hauria de sacrificar-
Encara més, el mètode soviètic (PPO) és portat a tot el món pels moviments marxistes però també i sobretot pel moviment d'emancipació femenina dels anys 1950 i d'alliberament sexual dels decennis següents,.

## Oposicions
L'oposició ve dels medis conservadors, encara que el papa Pius XII jutja el 8 de gener de 1956 el PSD certament impecable moralment davant set-cents ginecòlegs. A França, certs metges acusen Fernand Lamaze de xarlatanisme, la qual cosa li val fins i tot dos processos, però és declarat innocent, sobretot gràcies als successos del mètode El cos mèdic considera a l'època que les dolors del part són degudes a la bipèdia i són doncs inevitables. La tesi recent de juliol Bouhaillier mostra que no n'és res i que el part en una dona no presenta dificultats fonamentalment diferents d'aquell dels antropoides, certes dones havent tingut un part sense dolor abans que les tècniques que permeten de generalitzar-lo apareguin.
Les dificultats venen també mentalitats, fins i tot quan els eclesiàstics no si hi oposen pas El dolor apareix com consubstantielle al part, des de mil·lenaris, fins i tot abans de l'aparició del cristianisme : així, en grec, odis designa el dolor fulgurante de la fi del part. Fins i tot al final dels anys 1960, el dolor és encara considerada com un element que permet a una dona de realitzar-se per personalitats com Hélène Deutsch (psiquiatra i psicoanalista), Geneviève Gennari (novel·lista) o Ménie Grégoire. Laurence Creu aixeca així l'estatut emblemàtic dels dolors del part, hi compresos en psicoanàlisi, on simbolitzen el dolor de la separació

## Continuacions
L'ANEA, descendent del MFPF i que reuneix grans experts del món mèdic francès (entre els quals quatre premis Nobel), després d'haver sostingut la difusió del PSD, milità posteriorment per a l'autorització de la contracepció (sostenint la llei Neuwirth) i la legalització de l'avortament (llei Veil).
Les preparacions al part, PSD sota un altre nom, s'han generalitzat i desenvolupat després de la difusió del PSD. Ara, llur eficàcia és difícil de mesurar Inclouen de vegades una preparació psicològica, per a ajudar els pares a fer front als dubtes i als sofriments anímics que ressorgeixen al moment de l'arribada d'un nen; s'han diversificat, de vegades adoptant una forma més adaptada a la cultura de les mares (com l'arbre de la paraula de la professora Egullion per a les mares d'origen africà) Diversos mètodes reprenen elements del mètode Lamaze, com el mètode Leboyer concebut pel ginecòleg francès Leboyer.
S'advera pel contrari que les teories neurofisiòlegs sobre les quals es basaven les concepteurs del PSD eren falses, la qual cosa no lleva res a l'eficàcia del mètode
Als països occidentals, la relació entre la mare i l'equip mèdic ha canviat d'ençà d'aquella època : d'ara endavant, el part, no sols es fa en la intimitat, sinó que la mare decideix a cada etapa del part : part sense medicació, sota peridural, cesària, etc., tenint així plenament el control del seu cos,. Certs ginecòlegs de renom, com Bernard Jamain, aporten un bemoll a aquesta visió : per a ells, és el metge obstètric qui ha de decidir sol en el curs del part. El mètode del PSD és també en gran part a l'origen de la introducció dels pares a la sala de part
El part sota anestèsia peridural, reaparegut l'any 1972 (reemborsat d'ençà de 1994 a França) ha succeït al PSD en la disminució o la supressió de la dolor (50 a 60 % dels parts), per bé que no és pas eficaç tampoc per a totes les dones : si bé poden sentir la dolor, perden la sensació del nadó que passa i que surt.

## El part sense dolor avui
Avui, les dones que desitgen parir de manera natural i sense dolor es giren cada vegada més cap al part sota hipnosi o la hipnonaixença. Aquesta tècnica ha estat posada al punt als anys 1930 per Grantly Dick-Read i descansa sobre els mateixos principis que el part sense dolor de Lamaze: trencar l'efecte por-tensió-dolor desconstruint en la dona embarassada la imatge de parts espantosos i perillosos, i aprenent-hi diferents tècniques de relaxació profunda. En aquest esguard, la hipnonaixença va més lluny que el part sense dolor.
Encara que existeixi d'ençà de més d'un mig segle, la hipnonaixença no ha estat popularitzada sinó a partir dels anys 1990,. El desig de la duquessa de Cambridge de parir per hipnonaixença ha contribuït igualment a mediatitzar aquesta tècnica.